# Кањанка
Кањанка (слч. Kanianka) насељено је мјесто са административним статусом сеоске општине (слч. obec) у округу Прјевидза, у Тренчинском крају, Словачка Република.

## Становништво
| Година:    | 1994. | 2004.   | 2014.   | 2024.   |
| ---------- | ----- | ------- | ------- | ------- |
| Број људи: | 3642  | 3990    | 4132    | 3802    |
| Разлика:   |       | +9,55 % | +3,55 % | -7,98 % |

| Година:    | 2023. | 2024.   |
| ---------- | ----- | ------- |
| Број људи: | 3846  | 3802    |
| Разлика:   |       | -1,14 % |

Према подацима о броју становника из 2011. године насеље је имало 4.126 становника.